# 霍華德·弗洛里，弗洛里男爵
霍華德·華特·弗洛里，弗洛里男爵，OM，FRS（英語：Howard Walter Florey, Baron Florey，1898年9月24日—1968年2月21日），澳大利亚藥理學家，由於對盤尼西林的研究而與恩斯特·伯利斯·柴恩以及亞歷山大·弗萊明共同獲得1945年的諾貝爾生理學或醫學獎。

## 生平
弗洛里出生於澳大利亞南部的阿德雷得，是家中5個小孩中年龄最小的。從1917年到1921年間，他在阿德雷得大學研讀醫學。1924年弗洛里男爵在羅德獎學金的贊助下，取得牛津大學碩士學位。1927年在劍橋大學獲得PhD學位。1965年到1968年間，他在澳洲國立大學擔任校監。

## 外部連結
- Biography （页面存档备份，存于）
- Biography
- Papers at the Royal Society[永久]